# Andrzej Sekuła
Andrzej Sekuła (Breslávia, 1954) é um cinematografista e diretor polaco. Ele deixou a Polônia em 1980 e atualmente vive em Los Angeles. Seu trabalho cinematográfico já apareceu em filmes proeminentes, como Cães de Aluguel e Pulp Fiction, ambos do diretor Quentin Tarantino, e Psicopata Americano, de Mary Harron.